# 石油プラットフォーム

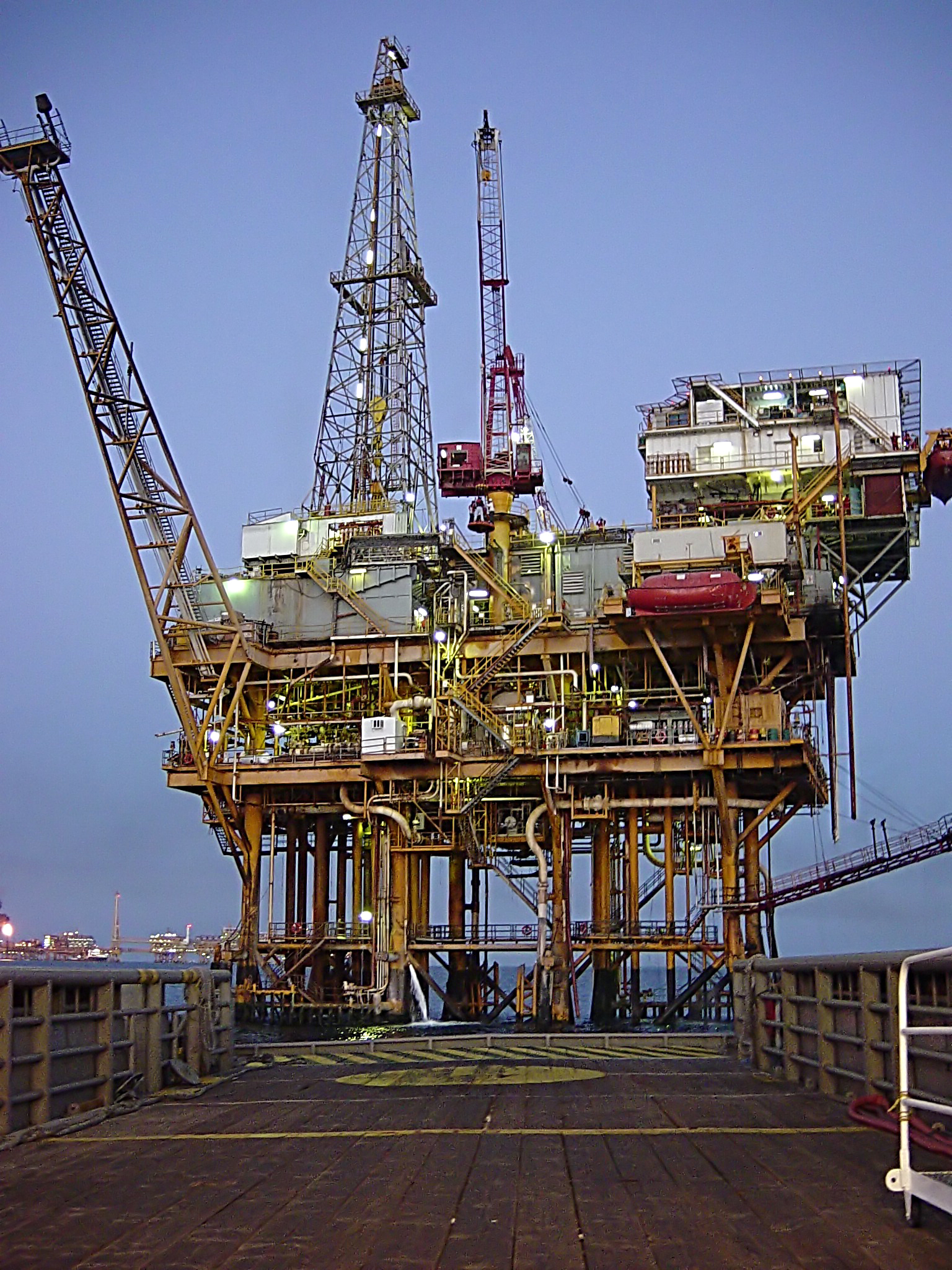
メキシコ湾に設置されている石油プラットフォーム

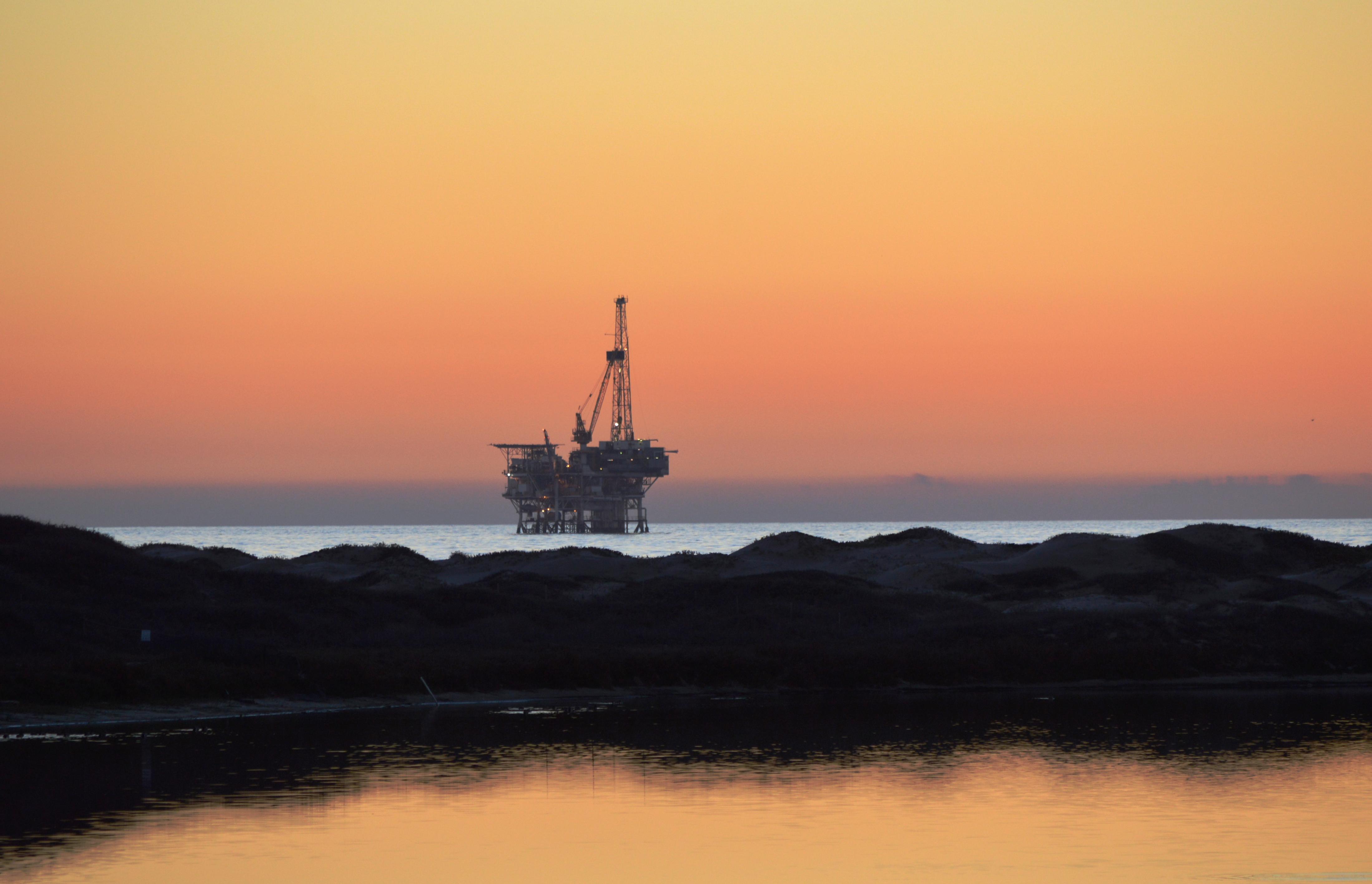
サンタバーバラ海峡のプラットフォーム・ハリー

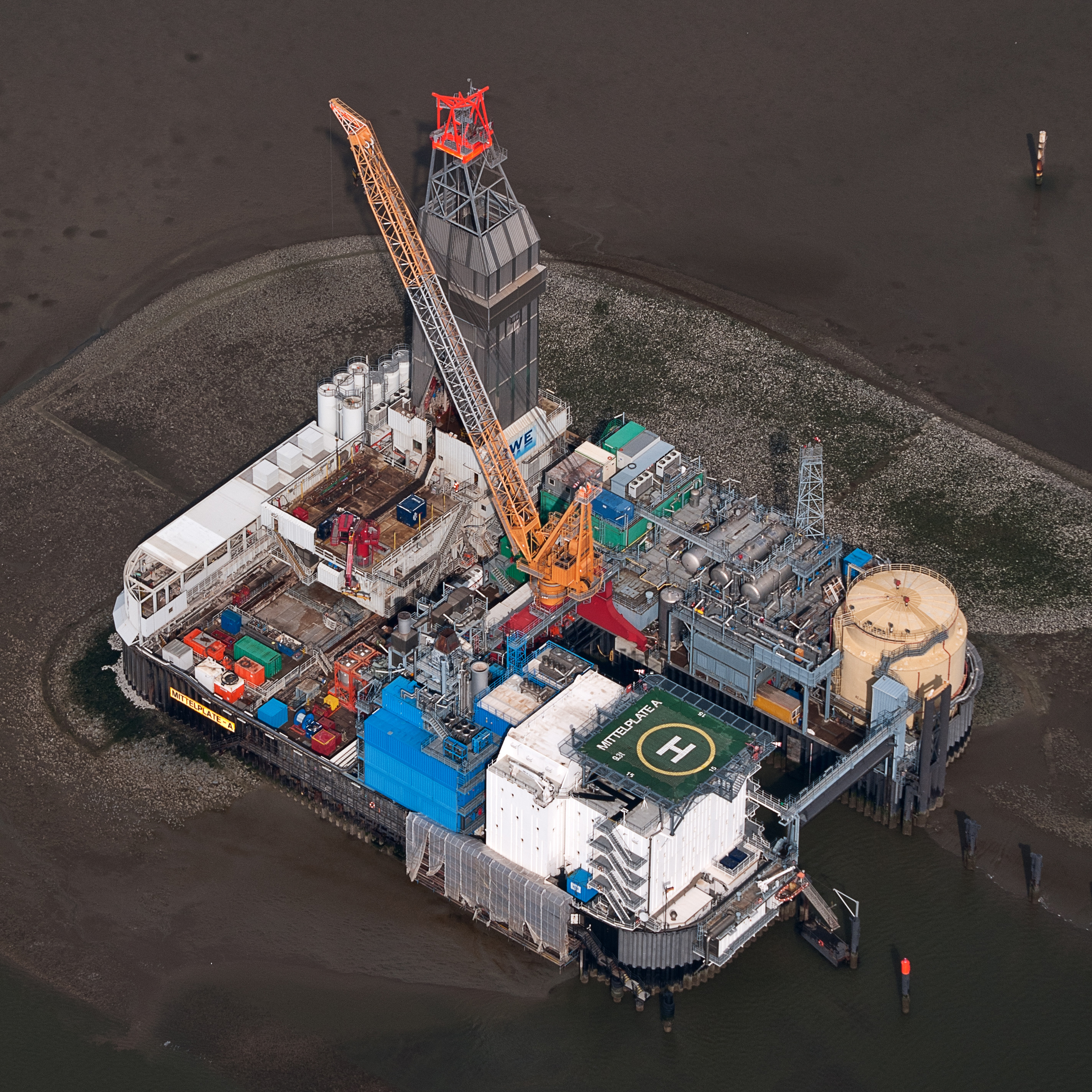
ドイツ最大の油田であるMittelplate

石油プラットフォーム（せきゆプラットフォーム、英語: oil platform）または石油リグ（せきゆリグ、英語: oil rig）は、海底から石油や天然ガスを掘削・生産するために必要な労働者や機械類を収容する、海上に設置される規模の大きい海洋構造物である。水深など環境に応じて、プラットフォームを海底につないで人工島にするか、あるいは浮かせた状態にする。
一般的に、石油プラットフォームは大陸棚に設置されるが、技術の進歩に伴ってより深海での掘削・石油生産が可能になっている。原油価格の動向によって、掘削コストの合理性は変動する。指向性の掘削技術（Directional drilling）により、1つのプラットフォームから異なる深度の複数の場所(約8km以内)に向けて、30ほどの坑井の掘削を行うことが可能である。
また多くのプラットフォームでは、アンビリカルケーブルに接続された遠隔坑井があり、そこからさらに周辺の多数の坑井に分岐していることもある。
シンガポールの政府系複合企業ケッペル・コーポレーションが世界最大手である。次いでセムコープなども同国の南西側のジュロン地域に集中する「シップヤード」と呼ばれる湾岸区域での基地を持つ。高度な油田探査ソフト、溶接・切断技術、安全確保に長けており、同国における石油・ガス産業は製造業の中枢を担ってきた。ケッペルは東南アジア各国、ブラジル、メキシコ、中国、北欧各国など、世界中の産油国にプラットフォームを輸出している。

## 歴史
第二次世界大戦においてイギリスを防衛するために建設されたテムズ海上要塞（マンセル要塞、Maunsell Forts）が、現代の海上石油プラットフォームの直接の先祖であると考えられる。この要塞は、あらかじめ構造を造っておき、浮かせてテムズ入り江の設置位置まで移動させた後、その浅い底に着底させることで極めて短期間に建設された。
1938年、スペリオル石油会社（Superior Oil Company）がルイジアナ州沖のメキシコ湾岸油田に最初の海上石油プラットフォームを建設した。
海洋浮上式のプラットフォームの製造は、造船会社または系列の会社が担う例が多くみられるが、原油価格の変動によるコスト増や安い労働力を背景とする新興企業の安値攻勢により企業の顔ぶれが変わる。2010年代には、シンガポールのセムコープマリンなどが受注を伸ばす一方、2017年には日本のIHIが、2018年には韓国の現代重工業が赤字を理由に石油プラットフォームを含む海洋構造物の事業から撤退、大規模な見直しを行う例が見られた。

## 種類
石油プラットフォームは、人類が建造した移動可能な構造物としては世界でもっとも大きい部類に属する。プラットフォームはいくつかの異なる種類に分類される。
固定式プラットフォーム

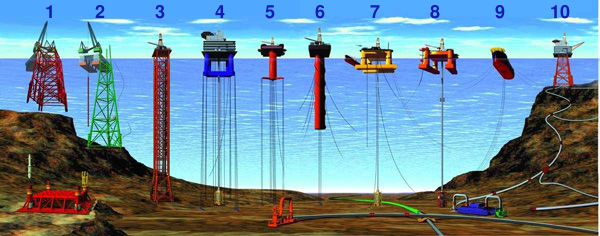
様々なタイプのプラットフォーム

固定式プラットフォームは、コンクリートや鋼鉄でできた脚（レグ）を持ち、その脚を直接海底に固定して建設され、脚の上に掘削設備や石油の生産設備、作業員のための設備などを設置するデッキを載せている。この種類のプラットフォームは、固定されていて動かない性質を利用して、長期間の使用を想定して設計されている。素材としては、鋼鉄やコンクリートのケーソンなどが用いられる。鋼鉄のケーソンは、中空の鋼鉄の管のようなものを使い、海底にねじ込まれる。コンクリートのケーソンは、コンディープ（Condeep）と呼ばれる構想によって使われるようになり、内部が石油を貯蔵できるタンクになっていることが多い。また、タンクはケーソンを浮かせるためによく用いられ、海岸付近で建設して設置位置まで輸送して、海底に沈めて設置するために用いられる。固定式プラットフォームは、約1,700フィート（約520m）ほどまでの深さならば経済的であると言われる。

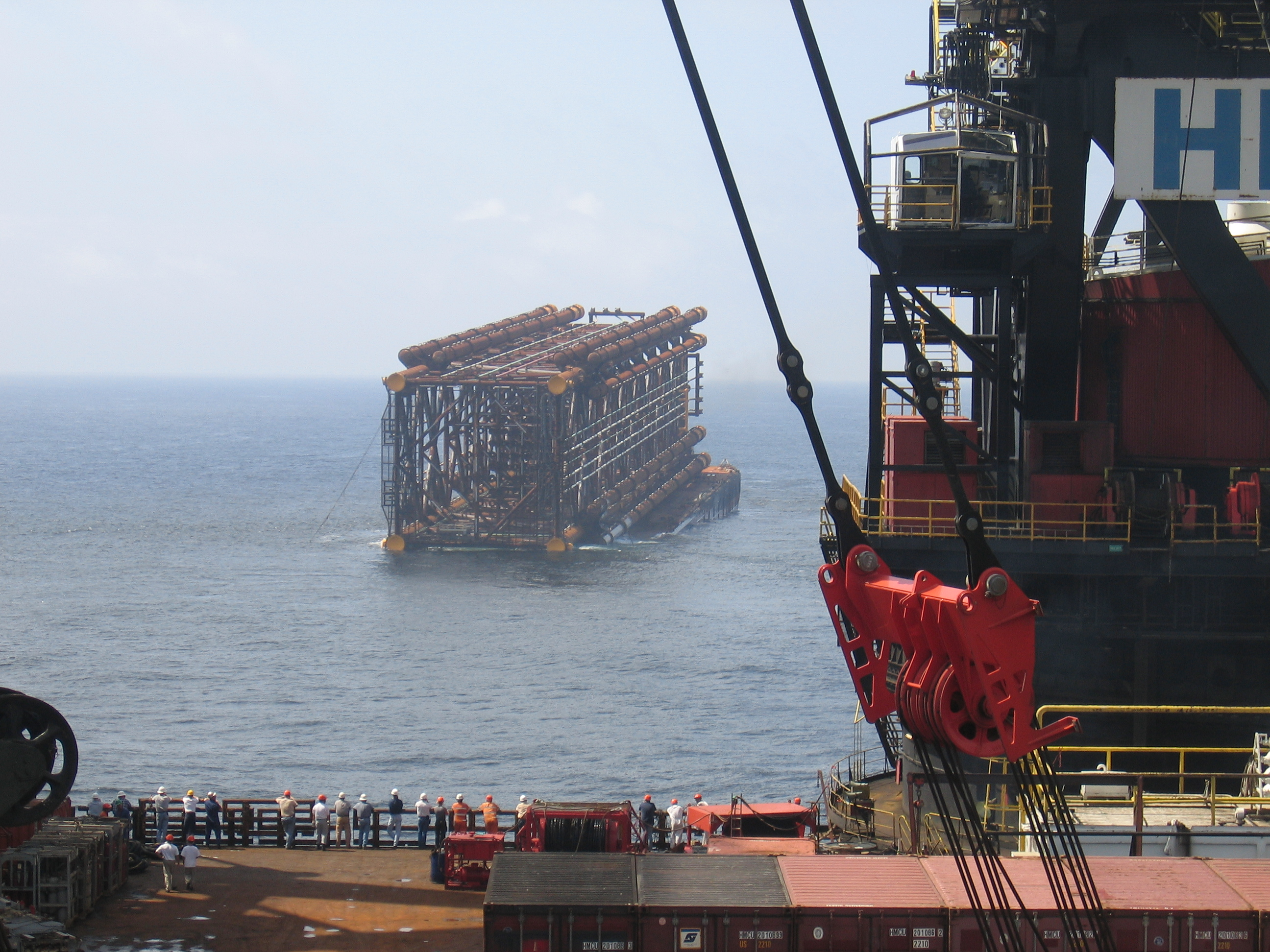
横倒しにして艀で運送中のコンプライアント・タワー。このあと海中に投下し、直立させたうえ海底へ着底させる

コンプライアント・タワー
コンプライアント・タワーは、細くて柔軟な塔状の構造物を積み重ねた基礎の上に、掘削生産設備を収容したデッキを載せているものである。コンプライアント・タワーは横方向の大きなたわみや力に耐えられるように設計され、深さが1,500フィートから3,000フィート（450mから900m）くらいまでの範囲で使用される。

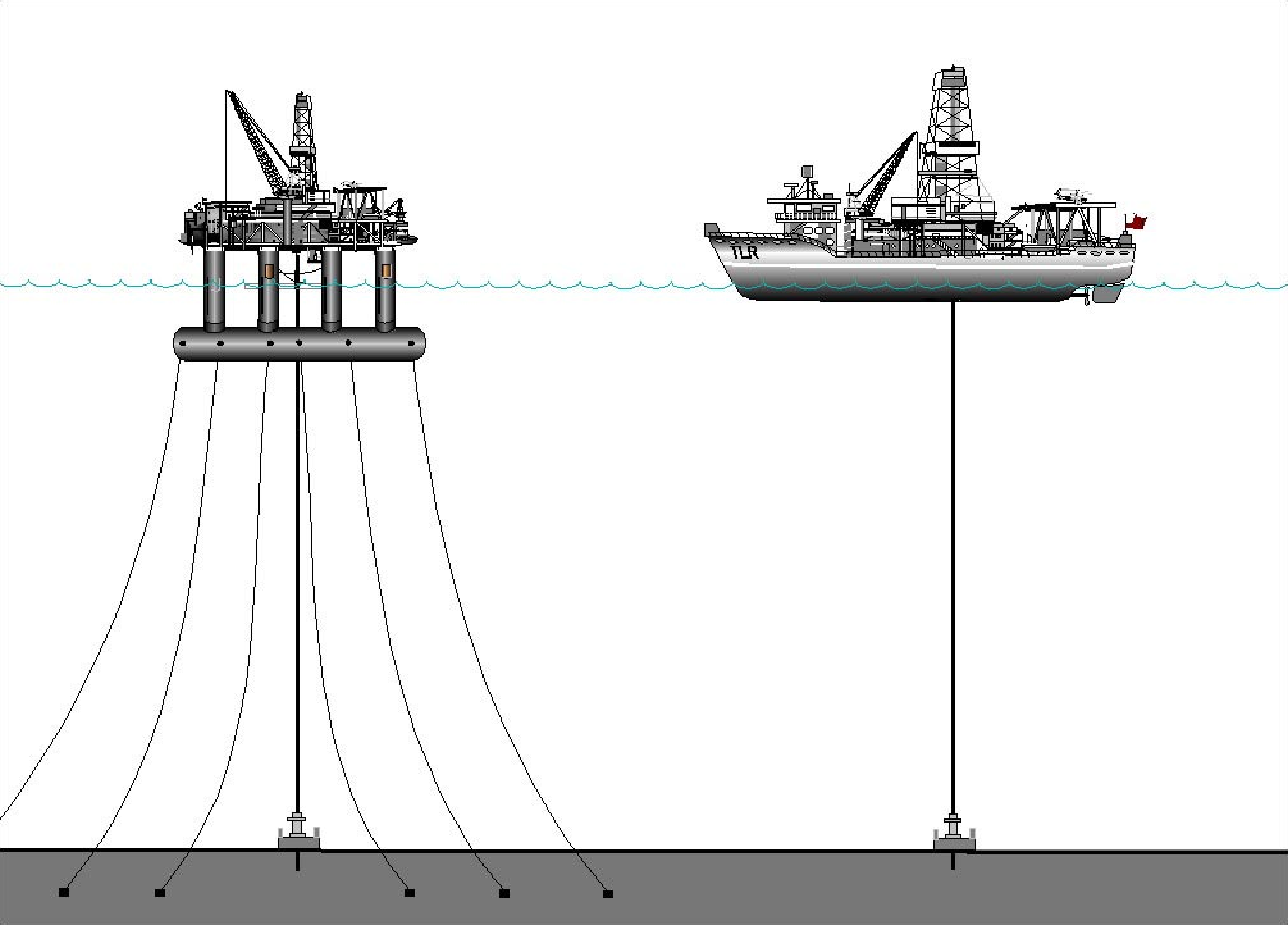
半潜水式プラットフォーム（左）、ドリルシップ式（右）

半潜水式プラットフォーム
半潜水式プラットフォーム（Semi-submersible platform、セミサブ型、半潜水型）は、全体としては海に浮いている構造である。脚部は海の中にあり、構造物を浮かせられるだけの浮力を持ちながら、構造物の上部を上に向けて立っていられるだけの重さを持っている。半潜水式プラットフォームは場所を移動させることが可能で、浮力タンクに水を入れることで上下させることも可能である。通常は掘削作業中は錨を入れて固定するが、自動船位保持装置によっても場所を設定することができる。半潜水式プラットフォームは600フィートから6,000フィート（180mから1,800m）ほどまでの深さで使用可能であり、水深の深い海底油田の掘削が可能となる。船体の揺れも少なく安定していることから、北海などの海象の厳しい海域での稼働が可能である。
甲板昇降式プラットフォーム
甲板昇降式はジャッキアップ式とも呼ばれ、船のように移動して、備え付けられた脚を海底に降ろして接地させ、潮流などの自然環境に合わせて甲板をジャッキアップして設置する。浅い海でのみ用いられる。
ドリルシップ式

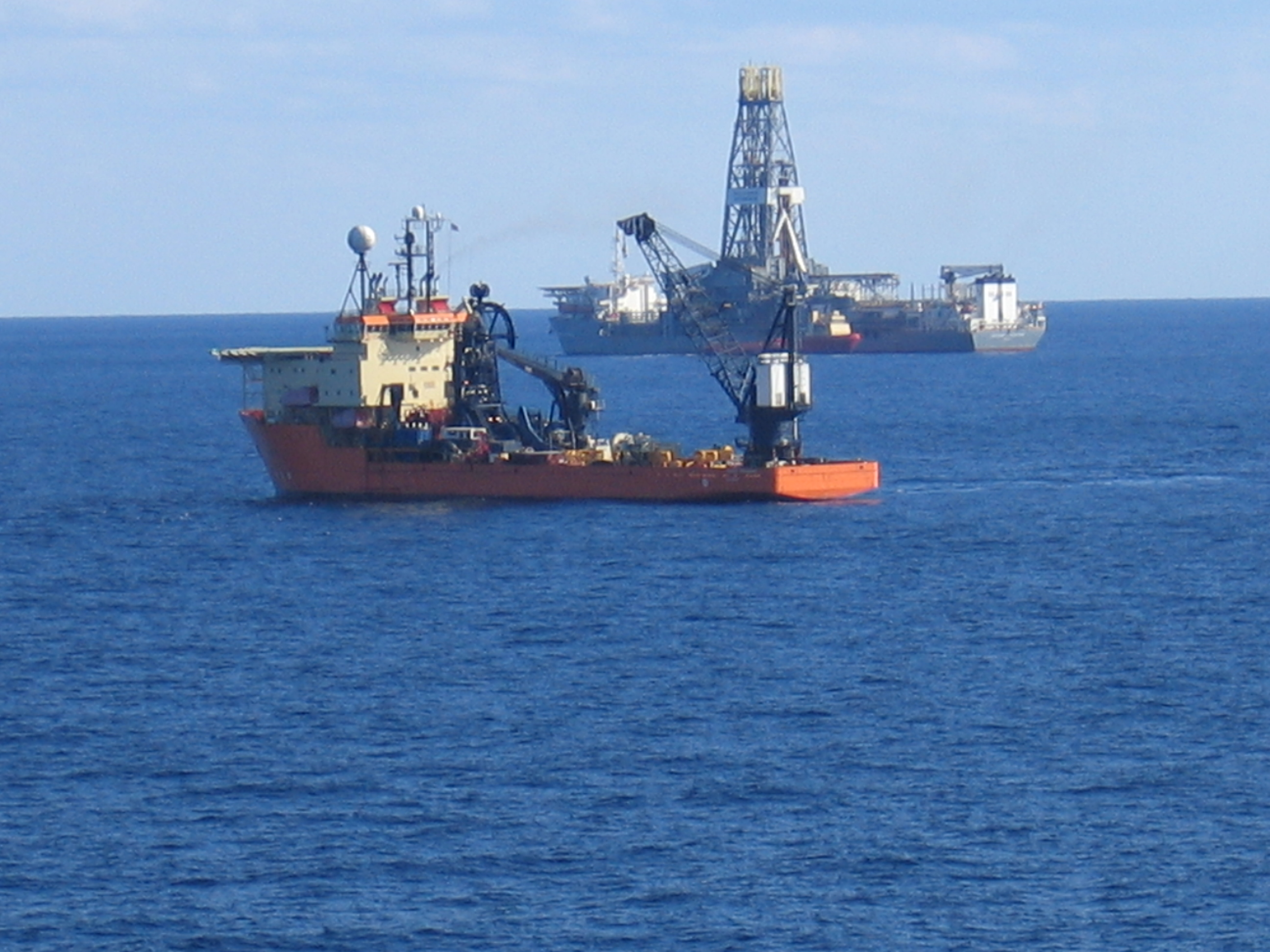
手前が洋上支援船「トイサ・パーセウス」(Toisa Perseus)、奥が第5世代深海掘削船「ディスカバラー・エンタープライズ」(Discoverer Enterprise)

ドリルシップ式（船式）は、掘削装置を備えた船である。新しい油田やガス田を探索する時によく用いられるが、科学的な探索目的でも用いられる。しばしばタンカーを改造して建造され、自動船位保持装置を利用して掘削地点に留まる。大水深での稼働(1,500m以深)と高移動性が特長。
浮体式生産貯蔵積出設備
浮体式生産貯蔵積出設備（FPSO: Floating Production Storage and Offloading）は、石油の処理設備を備えた大きな船であり、長期間にわたって一地点に固定されて使用される。浮体式生産システムには、浮体式生産貯蔵積出設備（FPSO）、浮体式貯蔵積出設備（FSO: Floating Storage and Offloading）、浮体式貯蔵設備（FSU: Floating Storage Unit）などの種類がある。これらは掘削そのものは行わず、他の方式で掘削した坑井からの生産や貯蔵、積み出しのみを行う。
緊張係留式プラットフォーム
緊張係留式プラットフォーム（TLP: Tension-leg platform）は水に浮く構造物をケーブルで海底に、ほとんどの縦方向の動きが起きないような方法で固定したものである。構造物には強い浮力が掛かるように設計されており、ケーブルで海底へ強く引っ張ることでほとんど移動しない構造物を実現している。TLPは6,000フィート（2,000m）ほどの深さまで使用される。従来からのTLPは、セミサブのような4つのコラムを備えた構造をしている。Seastarや、MOSES mini TLPと言われるものはより低コストで、600フィートから3,500フィート（200mから1,100m）ほどの範囲で使用される。mini TLPは深海探査における初期生産プラットフォームなどとしても用いられる。
スパー
スパー（SPAR）は、TLPのように海底に繋留されているが、TLPが垂直方向に張力を持つケーブルで固定されているのに対して、スパーは従来型のケーブルで固定されている。スパーは3種類の形式で設計されている。1つは従来型（conventional）で、1つの垂直な円筒状の構造物を持っている、もう1つはトラス・スパー（truss spar）で、上部の浮力構造体（ハード・タンク hard tankと呼ばれる）と下部のバラストを入れた構造体（ソフト・タンク soft tankと呼ばれる）を結ぶトラス構造を持っている。3つ目はセル・スパー（cell spar）で、複数の垂直な円筒状の構造物を持っている。小型や中型のプラットフォームを造る上では、TLPよりもスパーの方が経済的であり、また下部に錘を持ち垂直の向きを保つために繋留索に頼っていないために、本質的に安定している。繋留索に備えられたチェーン・ジャッキを利用することで、水平方向に移動することもできる。最初に生産を開始したスパーは、カー・マックギー（Kerr-McGee）のネプチューン（Neptune）で、メキシコ湾の1,930フィート（588m）の深さの地点に設置された浮体生産設備である。ただし、かつてはスパーは浮体式貯蔵積出設備として用いられていた。ドミニオン石油（Dominion Oil）のデビルズ・タワー（Devil's Tower）というスパーは5,610フィート（1,710m）の深さの地点に設置されていて、世界最深のスパーである。最初のトラス・スパーは、カー・マックギーのブームバン（Boomvang）とナンセン（Nansen）である。唯一のセル・スパーは、カー・マックギーのレッド・ホーク（Red Hawk）である。
無人設備
無人設備（Normally unmanned installation）（しばしば毒キノコ toadstoolsと呼ばれる）は、デッキとヘリパッド、緊急のシェルターで構成された小さなプラットフォームである。通常の運営では遠隔制御で動くように設計されており、定期保守作業やその他の作業の必要な時にだけ作業員が訪問する。

## 特に大きなプラットフォーム

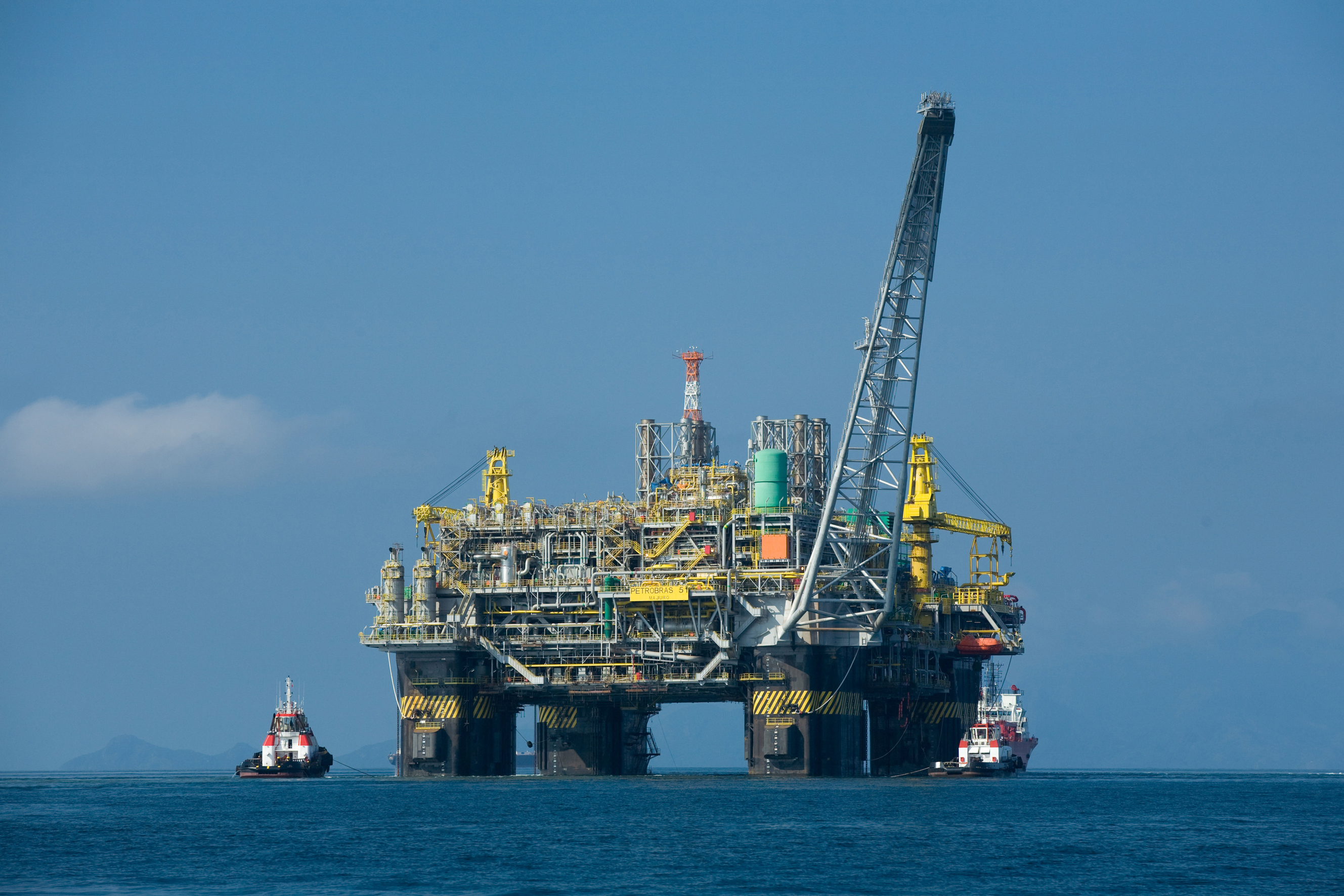
ブラジルのペトロブラス社が運用する100%国産の半潜水式プラットフォーム、P-51

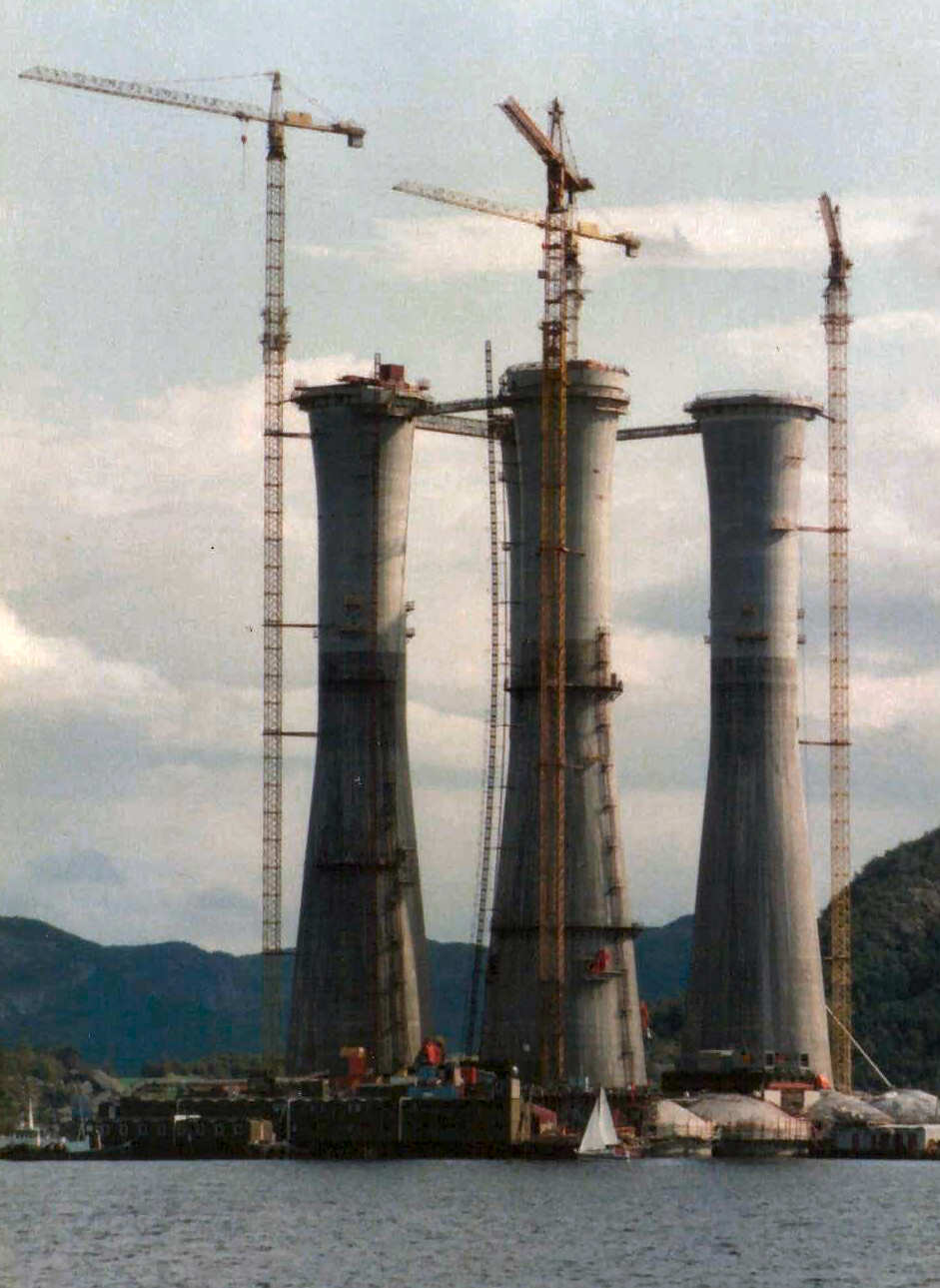
ノルウェーで建造中の重力着底型構造物"Statfjord"、完成して設置されるとほとんど全てが海中に沈む

メキシコ湾に設置されている石油プラットフォームであるペトロニアス（Petronius）は、海底から測ると高さが2,000フィートある。評価基準にもよるがこれは、2010年にブルジュ・ハリファが完成するまで、世界でもっとも高い人工構造物であった。
大西洋のニューファンドランド島沖、ジャンヌ・ダルク海盆（Jeanne D'Arc basin）に所在するハイバーニア油田には、世界最大の石油・ガスプラットフォームが設置されている。海底に設置されている重力着底型構造物（GBS: Gravity Base Structure）は、高さ364フィートで、高さ278.8フィートのケーソンの中に130万バレルの原油を貯蔵することができる。このプラットフォームはギザギザの淵を持っていて氷山の衝撃に耐えられるようになっており、小さなコンクリート製の島のように設計されている。重力着底型構造物は、貯蔵タンク以外の部分はバラストで占められており、全重量は120万トンに達する。このプラットフォームの高さは737フィートで、これはニューヨークのエンパイア・ステート・ビルディング（1,473フィート）の約半分で、カルガリータワー（626.6フィート）より108フィート高いものとなっている。

## 整備と補給
典型的な石油プラットフォームはエネルギーと水の供給については自給自足で、発電設備を備え海水の脱塩処理により水を作り出している。石油やガスを生産するために必要な設備も全て備えられており、生産した原油やガスはパイプラインで地上へ送られるか、浮体式貯蔵設備や積出設備に送られるようになっている。石油やガスの生産・処理に用いられる装置は、坑口装置（wellhead）、分岐管（manifold）、不純物分離装置（セパレータ、production separator）、ガス乾燥装置、ガス圧縮装置、注水ポンプ、石油・ガス計量装置、主油ポンプ（main oil line pump）などである。全ての生産設備は環境への影響を最小限にするように設計されている。
大型のプラットフォームは、イギリスのlolairのような小さな緊急支援船（ESV: Emergency Support Vessels）に支援されており、例えば捜索救難活動が必要になった場合など、何か問題が起きた場合に呼び出される。通常の運営が行われている時は、プラットフォーム補給船（PSV: Platform Supply Vessels）が常にプラットフォームへ補給を行い、またアンカー・ハンドリング・タグ・サプライ船（AHTS: Anchor Handling Tug Supply Vessels）も補給を行うと共に、プラットフォームを所定の位置へ牽引し、救難・消防船として待機している。

## 乗組員
プラットフォームにより、乗組員の人数や構成は大きく異なっている。プラットフォームは本質的にかなりのコストが掛かるものであるので、作業を24時間継続して行うことで生産性を最大化することが重要とされる。また掘削地の場所や環境に合わせて、数ヶ月の期間の駐在が必要となる。実際に探査油田を掘り当てた場合は、担当者らにボーナスを与えるなどインセンティブを設ける場合が多い。
24時間の操業体制を維持するため、少なくとも日勤と夜勤の、2チームの完全な乗組員の組み合わせが常時乗り組んでいる必要がある。乗組員は定期的に交代しており、典型的には2週間ほどの交代間隔である。船内には運動・娯楽設備なども整っており、補給船によって定期的に物資が供給される。

### 常勤の乗組員
ここに示した全ての職種が全てのプラットフォームにあるわけでは必ずしもなく、小さなプラットフォームでは1人が複数の分野を受け持っていることもある。また職種の名前は場所によって異なっている。
- OIM（Offshore Installation Manager） — 勤務シフトの間、プラットフォームの運営に関して決定を行う最高責任者
- OTL（Operations Team Leader）
- OOE（Offshore Operations Engineer） — プラットフォームにおける技術上の責任者
- PSTL、またはOperations Coordinator for Managing Changes
- Dynamic Positioning Operator — 航法、船の操作、プラットフォームの管理、事故時の消防設備の操作
- 2nd Mate、3rd Mate — 旗国の定める人員要求を満たす、救難船の操作、貨物の取り扱い、消防班のリーダー
- バラスト管理者 — バラストの管理、消火システムの操作
- クレーン操縦手 — プラットフォームの周りでのクレーンによる荷役作業
- 足場職人 — 高所作業が必要な時に作業員用の足場を組む
- 舵取り — 救命ボートの管理と操作
- 管制室オペレータ — 特に生産設備のあるプラットフォーム
- 給仕 — 料理・洗濯・掃除などの雑用。本格的なシェフがいる場合もある。
- 生産技術者 — 生産プラントの運営
- ヘリコプターパイロット — ヘリコプターにより運営されるプラットフォームに存在する、乗務員交代の際に乗務員を他のプラットフォームへ、あるいは陸上へ輸送するフライトを飛ばす
- 機械・電気の保守技術者

### 必要時に配置される要員
- 掘削関連の乗組員は掘削作業時にのみ配置される
  - リグ管理者（Tool pusher）
  - 掘削作業員（Roughneck、Roustabout）
  - 会社側の代表者（Company man） — 運営・探査会社側の代表者
  - 泥水技術者（Mud engineer） — 掘削に際して先端部の泥の除去、潤滑などを行う
  - デリック扱い手（Derrickhand） — デリックを操作してボーリングのパイプを取り扱う
  - 地質学者（Geologist）

- 坑井管理の乗組員は坑井管理を行う時に配置される
  - 坑井管理管理者（well services supervisor）
  - ワイヤ・管操作員（wireline or coiled tubing operator）
  - ポンプ操縦員（pump operator）

## 欠点

### リスク

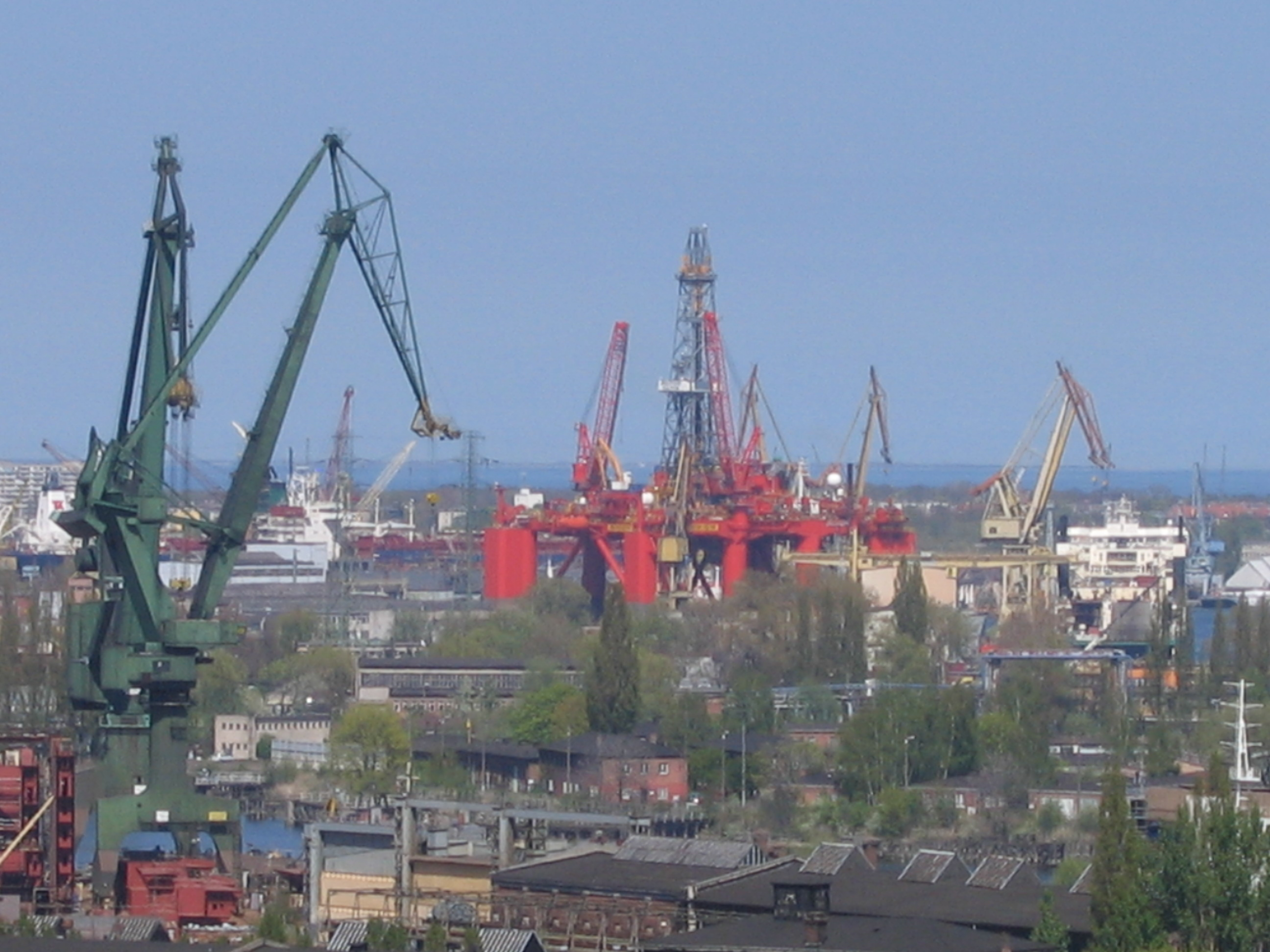
石油プラットフォームの典型例

厳しい環境の中で、しばしば非常に高圧で振る舞いの予想しづらい物質を掘り出すというその運営の本質上、リスクを含んでおりしばしば事故に見舞われる。1988年7月、北海のパイパー油田（Piper field）にあるオクシデンタル・ペトロリウムのパイパー・アルファがガス漏れ事故を起こして爆発し、167名が死亡した。この事故により、石油採掘に使うリグから居住区画を離して別なリグに設置するという教訓が得られた。しかし、2002年にはニューオーリンズ沖の石油プラットフォームが爆発事故を起こしたように、現在もリスクの根本的な解決には至っていない。2010年4月にはルイジアナ州沖の半潜水式プラットフォーム・ディープウォーター・ホライズンが爆発し、メキシコ湾に大量の石油が流出した（2010年メキシコ湾原油流出事故）。
プラットフォームはそれ自体が危険な環境下に設置されている。1980年3月、北海のアレキサンダー・キールラントプラットフォーム（Alexander Kielland）が嵐により転覆し、123名が死亡した。
石油業界に絡む反対運動や陰謀、あるいは石油や天然ガスの経済に占める重要度から、アメリカのプラットフォームはテロリストの攻撃目標になりうると考えられている。海上のテロ対策に関係する当局（アメリカ沿岸警備隊やNavy SEALs）は、しばしばプラットフォーム攻撃への対処訓練を行っている。

### 環境への影響
イギリスの海域において、全てのプラットフォームを撤去するのに掛かる費用は1995年時点で3450億ドルに上ると推定されており、パイプラインの撤去まで含むと6210億ドルに達するとされている。
浮力タンクに溜まった重金属が水の中に浸透するという問題もあり、その廃棄に際してはリスクがある。また完全に解体されずに残ったプラットフォームの位置を船舶が通過する時の問題もあり、漁船が網を引っ掛けるなどの問題がある。ブレント・スパー（Brent Spar）の高さ449フィートの貯蔵ブイを1994年に海没処分する提案が出された時には、グリーンピースがこれを占拠したほかドイツ首相がイギリスに抗議するなど環境上の問題となった。この事件によりヨーロッパで石油プラットフォームの廃棄に関する政策が見直されることになった。
アメリカでは、海洋生物学者のミルトン・ラブ（Milton Love）が、カリフォルニア沖の石油プラットフォームに関して、多大な費用を掛けて撤去するのではなく、人工魚礁として存置することを提案している。11年間の研究で、その地域の減少しつつある魚種にとってプラットフォームが隠れ場所となっていることを発見したためである。ラブは政府機関の資金提供を受けているが、一部ではカリフォルニア人工漁礁拡張プログラム（California Artificial Reef Enhancement Program）の支援も受けている。アメリカ海洋大気庁では、この提案は検討に値するとしているが、石油プラットフォームの影響を詳細に研究するために更なる資金が必要であるとしている。
メキシコ湾では、200以上のプラットフォームが同様に人工漁礁に転用されている。

## 石油プラットフォームの高さ順一覧
深さの記録は公開されている。もっとも構造物が高いのは浮上式のマグノリア（Magnolia）であり、1,500m（5,000フィート）ある。
浮上式ではないものでは
- ペトロニアス・プラットフォーム（Petronius） 610m
- ボールドペート・プラットフォーム（Baldpate） 579.1m
- バルウィンクル・プラットフォーム（Bullwinkle） 529.1m
- トロールAプラットフォーム（Troll A platform） 472m
- ガルファックスCプラットフォーム（Gullfaks C） 380m